# Nespereira (Gouveia)
Nespereira ist eine Gemeinde (Freguesia) im portugiesischen Kreis Gouveia. In ihr leben 661 Einwohner (Stand 19. April 2021).

## Söhne und Töchter der Gemeinde
- Joaquim de Jesus Vieira (1946–2022), Ringer